# Chiesa di San Mamante (Lizzano in Belvedere)
La chiesa di San Mamante è una chiesa cattolica parrocchiale ubicata nella parte meridionale della provincia di Bologna, a Lizzano in Belvedere.

## Storia

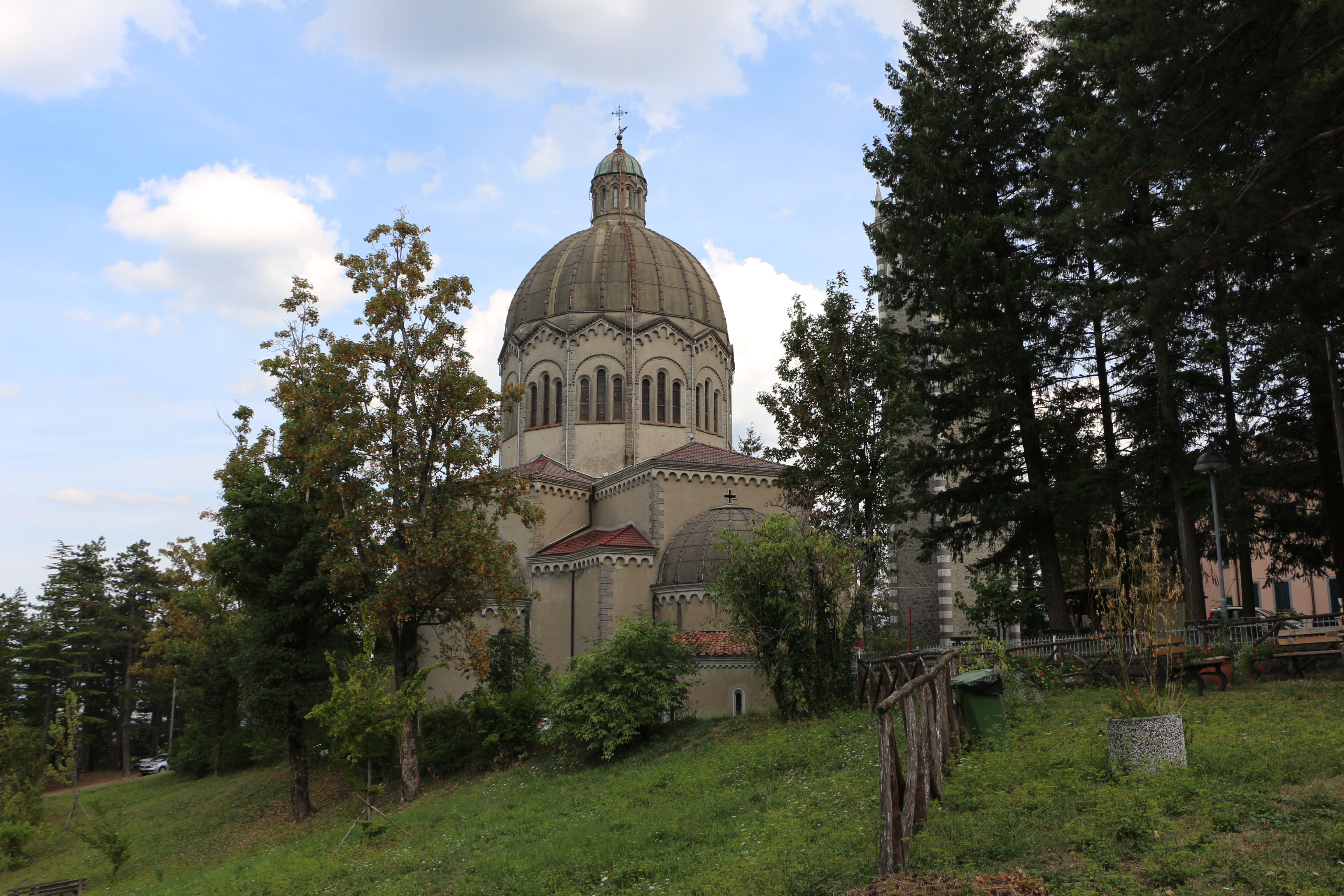
Una veduta della parte posteriore dell'edificio religioso

L'edificio attuale fu eretto nel 1931, ma i resti dell'antica pieve in stile bizantino, dedicata a Mamante di Cesarea, testimoniano la presenza più che millenaria di questa antica pieve.

## Santuari e chiese
Oltre a diversi oratori, nel territorio parrocchiale sorge il santuario della Madonna dell'Acero.